# Глечик-головоломка

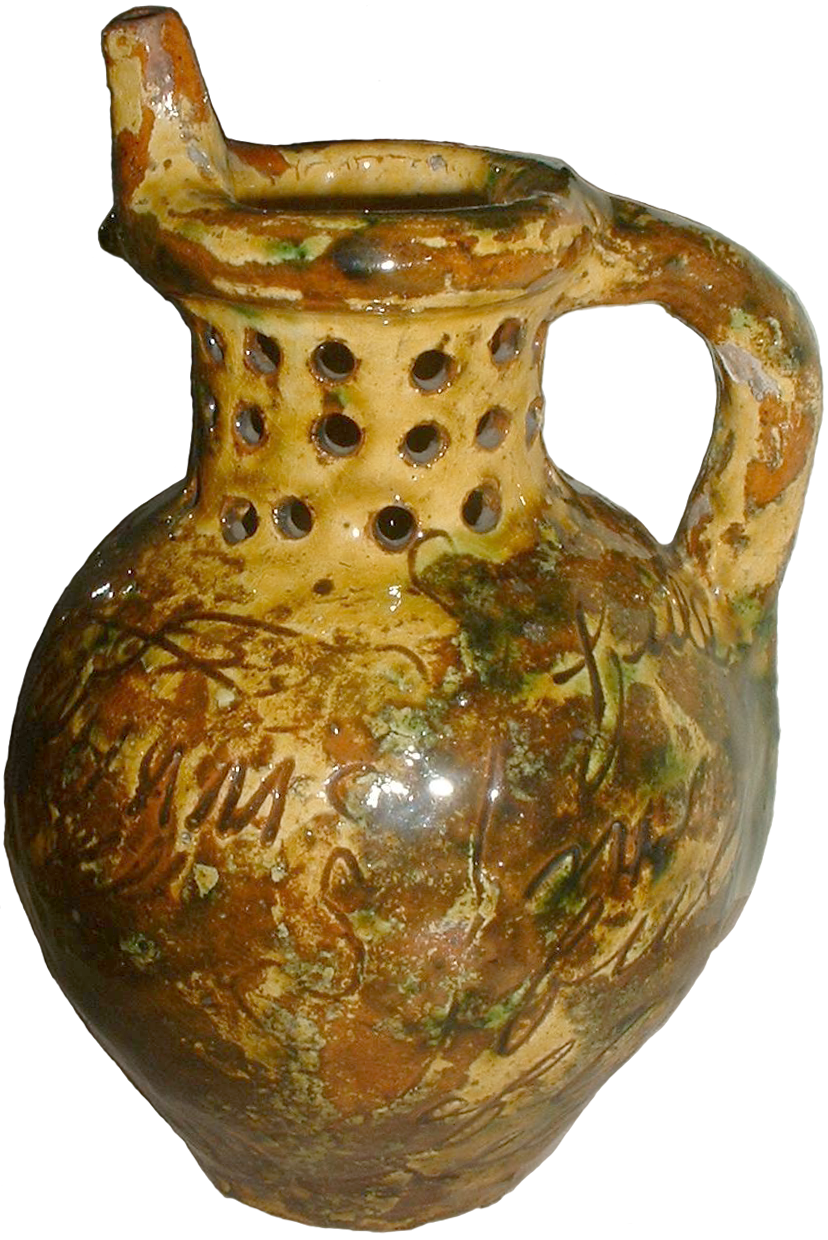
Глечик-головоломка з Музею Сомерсету в Англії

Принцип роботи глечика-головоломки: закривши пальцем додатковий отвір у ручці, можна пити напій, висмоктуючи його, ніби через трубочку

Глечик-головоломка — це різновид головоломки у формі глечика, що була популярна у XVIII–XIX століттях. Посудини різних форм можна було зустріти в помешканнях і тавернах. Зазвичай на ньому містився напис із закликом випити вміст, не проливши його. Проте, через отвори в шийці глечика, зробити це звичним способом неможливо.
Суть головоломки полягає в тому, що глечик має приховану трубку, один з кінців якої утворює носик. Зазвичай вона проходить уздовж вінцях глечика і спускається по його ручці вниз, а інший її кінець знаходиться всередині посудини, біля дна. Для розгадки головоломки, людина мусить смоктати рідину з носика. Щоб зробити головоломку цікавішою та ускладнити її, часто робили кілька додаткових отворів уздовж трубки, які слід було закрити перед тим, як почати пити. А деякі глечики навіть мали потаємний отвір, що ще більше збиває з пантелику.

## Історія
Найдавнішим зразком в Англії є глечик-головоломка з Ексетера. Він датується приблизно 1300 роком нашої ери та був створений у Сентонжі, Західна Франція.  Прототипами глечиків-головоломок є раніші головоломок з напоями, такі як чашка для заплутування та корона горщика, кожна з яких має різне рішення.

## Зовнішні посилання
- Глечик-головоломка
- Глек-головоломка Мартіна Гомера

1. ↑  The Exeter puzzle jug. A History of the World. BBC. Процитовано 29 січня 2013.